# Tegelort

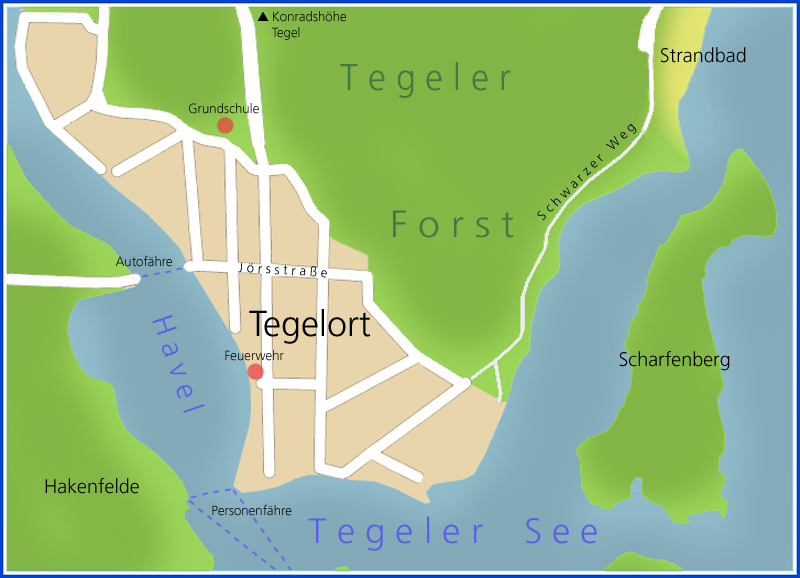
Ligging van Tegelort

Tegelort is een wijk in het Berlijnse district Reinickendorf, gelegen in het stadsdeel Konradshöhe. De naam is afgeleid van de vroegere benaming „Tegelscher Orth“.
Tegelort wordt omgeven door het Tegeler Forst, door de Havel en de Tegeler See. De wijk is door een veer verbonden met het Spandause stadsdeel Hakenfelde.
Tegelort was vroeger een bebost gebied in het zuidelijke deel van de gemeente  Heiligensee. Rond 1600 begonnen plaatselijke boeren het gebied te rooien om nieuw akkerland te krijgen. Tussen 1753 en 1767 rooiden zij het deel „Dornstücke“, dat grotendeels in het huidige Tegelort lag. De gronden waren echter te zanderig en bijgevolg onvruchtbaar, zodat hier niet blijvend aan landbouw gedaan werd. Na de Frans-Duitse Oorlog van 1870/1871 werd ook het gebied van het huidige Tegelort gekoloniseerd. In 1920 werd Heiligensee, incl. Tegelort, ingelijfd bij Groot-Berlijn. In de jaren 1920 en 1930 werd het een geliefde trekpleister voor de stedelingen uit Berlijn, met zijn talrijke herbergen, eethuizen en danszalen en verder ook kabelbanen, draaimolens, kegelbanen, theaters en cinema's. Het werd vooral bekend als watersportcentrum.